# Phryxe lateralis
Phryxe lateralis är en tvåvingeart som beskrevs av Robineau-desvoidy 1863. Phryxe lateralis ingår i släktet Phryxe och familjen parasitflugor.
Artens utbredningsområde är Frankrike. Inga underarter finns listade i Catalogue of Life.